# Next World
『Next World』（ネクスト・ワールド）は、BoAのプレミアムアルバム。2003年8月27日にavex traxから発売された。

## 概要
- 豪華アーティストとのコラボ曲、オリジナル曲のリミックス、英語バージョンからなるプレミアムアルバム。

## 収録曲
1. HOLIDAY / PALMDRIVE (feat.BoA & FIRSTKLAS)
AKIRAによるプロジェクトPALM DRIVEとのコラボ。ラップはFIRSTKLASが担当。
2. 奇蹟 (SOUL'd OUT Remix) Remixed by SOUL'd OUT
SOUL'd OUTによるリミックスバージョン。新たにラップパートが追加され、SOUL'd OUTのDiggy-MO'とBro.Hiが参加している。
3. Flying without wings / WESTLIFE featuring BoA
westlifeとのコラボ。
4. Show me what you got (DJ WATARAI REMIX) / BRATZ feat.BoA & Howie D.(Backstreet Boys) Remixed by DJ WATARAI
BRATZ、Backstreet BoysのHowie D.とのコラボ。DJ WATARAIによるリミックスバージョン。
オリジナルバージョンはBRATZのデビューシングルとして同日発売。
5. JEWEL SONG (AKIRA'S CANTO DIAMANTE VERSION) / BoA & AKIRA
AKIRAによるリミックスバージョン。また、バックコーラスにもAKIRAが参加している。
6. Shine We Are! (GROOVE THAT SOUL REMIX) Remixed by G.T.S
GTSによるリミックスバージョン。
7. flower (D.I's "Luv hurts"REMIX) Remixed by Daisuke Imai feat.LISA
今井大介によるリミックスバージョン。LISAとのコラボ。
8. WINDING ROAD feat. DABO
2ndアルバム『VALENTI』収録曲。DABOとのコラボ。
9. Everything Needs Love feat.BoA (Piano-pella) / MONDO GROSSO
MONDO GROSSOとのコラボ。別バージョン。
10. VALENTI (English Version)
7thシングルの英語バージョン。アキレス「SKECHERS」CMソング。
11. Every Heart (English Version)
5thシングルの英語バージョン。
12. LISTEN TO MY HEART (English Version)
4thシングルの英語バージョン。
13. Amazing Kiss (English Version)
2ndシングルの英語バージョン。